# Jogos Sul-Asiáticos de 2004
Os Jogos Sul-Asiáticos de 2004 foram a nona edição do evento multiesportivo, realizado em Islamabad, no Paquistão. O evento foi adiado em 2001, devido à invasão dos Estados Unidos ao Afeganistão. O logotipo escolhido para este evento foram duas formas, que compunham duas aves, uma verde e outra em amarelo, voando sobre o número nove, que representava o sol nos limites do horizonte.

## Países participantes
Oito países participaram do evento, que contou com a estreia da nação afegã:
- Afeganistão
- Bangladesh
- Butão
- Índia
- Maldivas
- Nepal
- Paquistão
- Sri Lanka

## Modalidades
Vinte modalidades formaram o programa dos Jogos:
| - Atletismo - Badminton - Boxe - Caratê - Ciclismo - Futebol - Hóquei - Judô - Kabaddi - Levantamento de peso | - Lutas - Natação - Remo - Squash - Taekwondo - Tênis de mesa - Tiro - Tiro com arco - Voleibol - Wushu |

## Quadro de medalhas
País sede destacado.
| Ordem | País        | Medalha de ouro | Medalha de prata | Medalha de bronze |     |
| ----- | ----------- | --------------- | ---------------- | ----------------- | --- |
| 1     | Índia       | 103             | 57               | 32                | 192 |
| 2     | Paquistão   | 38              | 55               | 50                | 143 |
| 3     | Sri Lanka   | 17              | 32               | 57                | 106 |
| 4     | Nepal       | 7               | 6                | 20                | 33  |
| 5     | Bangladesh  | 3               | 13               | 24                | 40  |
| 6     | Afeganistão | 1               | 3                | 28                | 32  |
| 7     | Butão       | 1               | 3                | 2                 | 6   |
| TOTAL | TOTAL       | 170             | 169              | 213               | 552 |